# Amphoe Kong Ra
Amphoe Kong Ra (thailändisch อำเภอ กงหรา) ist ein  Landkreis (Amphoe – Verwaltungs-Distrikt) in der Provinz Phatthalung. Die Provinz Phatthalung liegt in der Südregion von Thailand, etwa 840 Kilometer südlich von Bangkok auf der Malaiischen Halbinsel.

## Geographie
Benachbarte Distrikte und Gebiete (von Norden im Uhrzeigersinn): die Amphoe Srinagarindra, Mueang Phatthalung, Khao Chaison und Tamot in der Provinz Phatthalung sowie Amphoe Palian und Yan Ta Khao in der Provinz Trang.

## Geschichte
Kong Ra wurde am 1. Oktober 1975 zunächst als Unterbezirk (King Amphoe) eingerichtet, als die Tambon Kong Ra, Khlong Chaloem und Charat vom Amphoe Mueang Phatthalung abgetrennt wurden.
Am 13. Juli 1981 wurde Kong Ra zum Amphoe heraufgestuft.

## Verwaltung

### Provinzverwaltung
Amphoe Kong Ra ist in fünf Unterbezirke (Tambon) eingeteilt, welche weiter in 45 Dorfgemeinschaften (Muban) unterteilt sind.
| Nr. | Name            | Thai        | Muban | Einw.  |
| --- | --------------- | ----------- | ----- | ------ |
| 1.  | Kong Ra         | กงหรา       | 07    | 04.137 |
| 2.  | Charat          | ชะรัด        | 09    | 06.955 |
| 3.  | Khlong Chaloem  | คลองเฉลิม    | 14    | 13.042 |
| 4.  | Khlong Sai Khao | คลองทรายขาว | 08    | 06.501 |
| 5.  | Som Wang        | สมหวัง       | 07    | 04.590 |

### Lokalverwaltung
Es gibt vier Kleinstädte (Thesaban Tambon) im Landkreis:
- Charat (เทศบาลตำบลชะรัต) besteht aus dem gesamten Tambon Charat.
- Kong Ra (เทศบาลตำบลกงหรา) besteht aus dem gesamten Tambon Kong Ra.
- Khlong Sai Khao (เทศบาลตำบลคลองทรายขาว) besteht aus dem gesamten Tambon Khlong Sai Khao.
- Som Wang (เทศบาลตำบลสมหวัง) besteht aus dem gesamten Tambon Som Wang.

Tambon Khlong Chaloem wird von einer „Tambon-Verwaltungsorganisationen“ (TAO, องค์การบริหารส่วนตำบล) verwaltet.